# Пуголовка Бэра
Пуголовка Бэра (лат. Benthophilus baeri) — вид лучепёрых рыб из семейства бычковых.

## Описание
Максимальная длина тела 8 см. Имеет 2 колючих, 6–8 мягких лучей спинного плавника, 1 колючий луч и 5–7 мягких лучей анального плавника. Тело сжато, рыло закруглённое. Имеет усик, расположенный на подбородке, и ряды бугорков по бокам тела. Окраска бледно-серая.

## Ареал
B. baeri — демерсальная рыба, предпочитающая пределы глубины от 15 до 81 м. Эндемик Каспийского моря.